# 黃家諾
黃家諾（洋名：Jimmy Wong，1969年3月6日—），高6英尺0英寸（183），曾經是香港首席男性模特兒，獲美國福特模特公司的比賽冠軍名銜，曾与關之琳交往，與其戀情於2004年結束。

## 生平
黃家諾香港出生，祖籍山東省煙臺市；10歲時移民美國三藩市，在大學修讀建築，因為偶然的機會下晉身模特兒界，1990年隻身前往歐洲發展，在米蘭為一線服裝品牌行過天橋，獲阿曼尼選中成為全球第一個華人男性代言人。他在1997年迴流香港進軍影壇，一共拍下了20多部電影。